# Where in the World Is Carmen Sandiego?

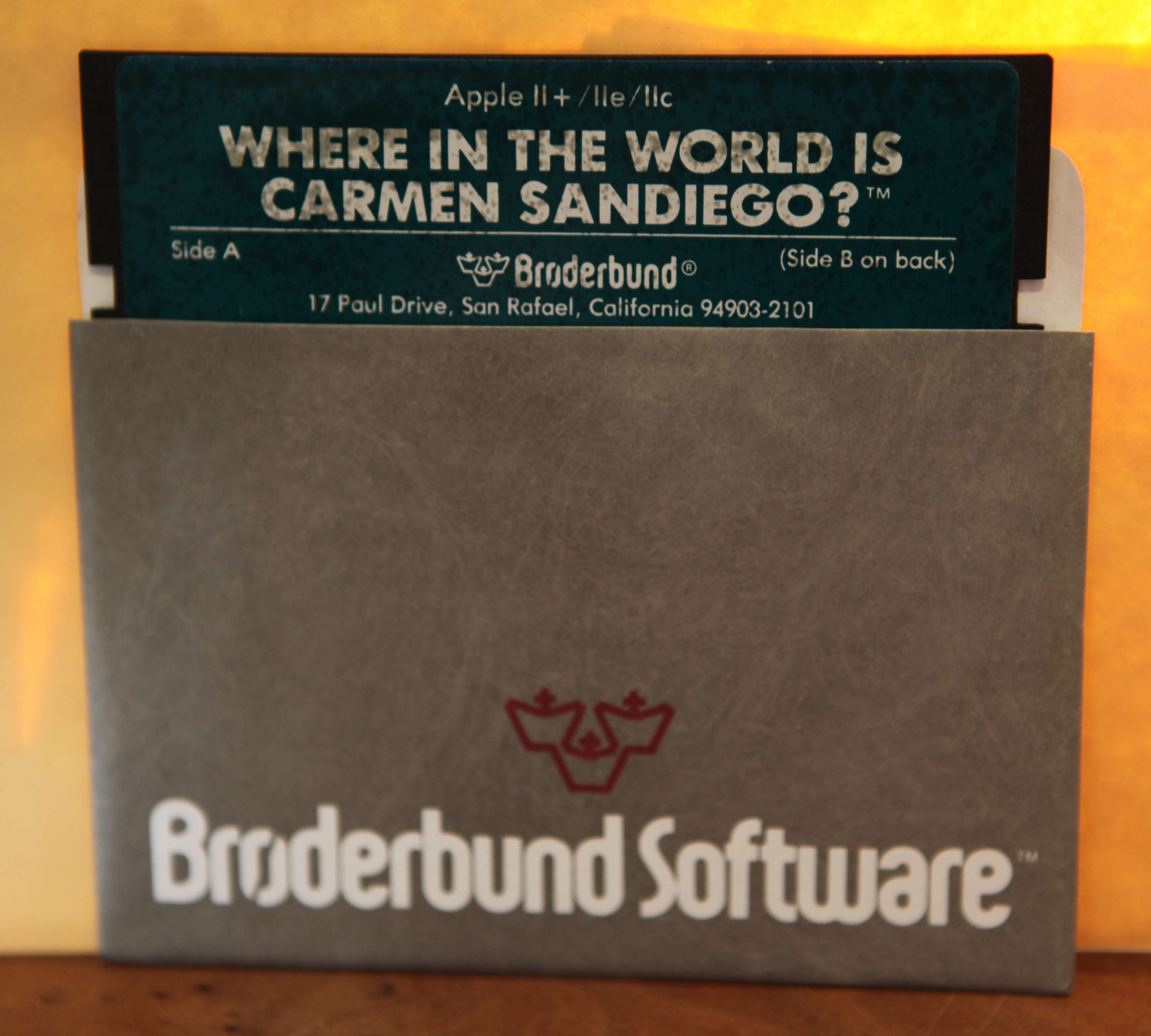
Floppy originale della versione Apple II

Where in the World Is Carmen Sandiego? è un videogioco educativo sulla geografia, a tema investigativo, pubblicato da Brøderbund nel 1985 per Apple II e successivamente per Amstrad CPC, Commodore 64, DOS e Sega Master System.
Una versione con aggiornamenti nell'interfaccia uscì a partire dal 1988 per Amiga, Apple IIGS, Atari ST, DOS, Mac OS, Sega Mega Drive, Super Nintendo e TurboGrafx-16.
Un'edizione Deluxe con nuovi contenuti uscì nel 1990 per DOS e FM Towns, anche su CD-ROM.
È il primo titolo della lunga serie di Carmen Sandiego, che comprende videogiochi, libri e programmi televisivi. Lo stesso titolo Where in the World Is Carmen Sandiego? venne ripreso in particolare da un quiz televisivo per bambini (1991-1995), un libro (Golden Books, 1991, ISBN 0307223019), un gioco da tavolo (1992), un gioco di carte (1993), un remake del videogioco su CD-ROM per Windows e Mac (1996), un fumetto DC Comics (1996-1997) e un gioco per Facebook (2011-2012).

## Modalità di gioco
Il giocatore entra nei panni di un investigatore che collabora con l'Interpol per indagare sui furti di tesori inestimabili compiuti dalla banda di ladri internazionali V.I.L.E. (Villains' International League of Evil, ma anche in inglese l'acronimo significa "vile"), capeggiata dall'astuta Carmen Sandiego.
Il gioco ha il formato di un'avventura testuale con comandi a scelta multipla, dotata di illustrazioni grafiche e alcune animazioni. I testi originali sono in inglese, ma a seconda della piattaforma uscirono anche versioni in spagnolo, francese, italiano, tedesco e portoghese. Bisogna risolvere un caso di furto alla volta, cominciando dalla città dove è stato compiuto il misfatto. Si raccolgono indizi per identificare, rintracciare in vari paesi del mondo e infine catturare il membro della banda responsabile del furto, avendo circa una settimana di tempo. Vengono detratte ore di tempo per ogni azione e per dormire la notte.
In ogni località si hanno quattro opzioni:
- Vedere l'elenco delle città connesse, dove il sospetto potrebbe essersi recato.
- Partire in aereo per una delle suddette città.
- Investigare, ovvero recarsi in uno di tre luoghi possibili (come banca, aeroporto, biblioteca, ecc.), dove si riceveranno alcune informazioni sul sospetto da un testimone. Gli indizi possono dire qualcosa sul sospetto o su dove si è recato successivamente; ad esempio se ha cambiato il denaro in yen si deduce che la sua meta è il Giappone.
- Visitare l'Interpol locale, dove si accede a un computer che, inserite una o più caratteristiche come sesso o colore dei capelli, restituisce un elenco dei membri del V.I.L.E. che corrispondono. Quando l'elenco si riduce a uno, si ottiene un mandato d'arresto.

Per catturare il ladro bisogna infine raggiungere il luogo dove si trova, avendo anche il mandato d'arresto corretto. Il colpevole e il percorso non sono sempre gli stessi, dato che il caso cambia da partita a partita. Completata una missione si ottiene un nuovo rango e si passa a investigare su un nuovo furto, fino ad affrontare Carmen Sandiego in persona.
Ci sono 10 sospetti, 30 città tutte in nazioni diverse e quasi 1000 indizi possibili.
La confezione originale include una copia di Il libro dei fatti, che può essere utile a collegare un indizio alla nazione che rappresenta.